# Ненад Міліяш
Ненад Міліяш (серб. Nenad Milijaš / Ненад Милијаш, нар. 30 квітня 1983, Белград) — сербський футболіст, півзахисник китайського клубу «Хебей Чжунцзі».
Виступав, зокрема, за клуби «Црвена Звезда» та «Вулвергемптон», а також національну збірну Сербії.

## Клубна кар'єра
Народився 30 квітня 1983 року в місті Белград. Вихованець футбольної школи клубу «Земун». Дорослу футбольну кар'єру розпочав 2000 року в основній команді того ж клубу, в якій провів шість сезонів, взявши участь у 131 матчі чемпіонату.
Своєю грою за цю команду привернув увагу представників тренерського штабу клубу «Црвена Звезда», до складу якого приєднався 2006 року. В складі «Црвени Звезди» протягом перших двох сезонів брав з командою «золотий дубль», крім того Ненад був одним з головних бомбардирів команди, маючи середню результативність на рівні 0,38 голу за гру першості, а у сезоні 2008/09 він забив 22 голи у всіх змаганнях. Всього відіграв за белградську команду наступні три сезони своєї ігрової кар'єри.
15 червня 2009 року уклав контракт з клубом «Вулвергемптон Вондерерз», у складі якого провів наступні три роки своєї кар'єри гравця. Граючи у складі «Вулвергемптона» також здебільшого виходив на поле в основному складі команди і покинув її лише влітку 2012 року, після того як «вовки» покинули Прем'єр-лігу.
Протягом 2012–2014 років знову захищав кольори команди клубу «Црвена Звезда», вигравши в другому сезоні ще одне чемпіонство.
До складу турецького клубу «Манісаспор» приєднався наприкінці серпня 2014 року, підписавши дворічний контракт. Проте провів в команді лише півроки і встиг відіграти за цей час за команду з Маніси лише 18 матчів в другому за рівнем дивізіоні країни, в яких забив 7 голів.
16 лютого 2015 року перейшов в китайський клуб «Хебей Чжунцзи». У першому сезоні 2015 року зіграв у 29 матчах чемпіонату, забивши 13 голів і допоміг команді зайняти 2 місце у Першій лізі та здобути путівку до елітного дивізіону.

## Виступи за збірну
2006 року у складі молодіжної збірної Сербії і Чорногорії брав участь у молодіжному чемпіонаті Європи в Португалії, де дійшов з командою до півфіналу.
Ненад дебютував у національній збірній 6 вересня 2008 року в матчі проти збірної Фарерських островів (2:0) у відборі на чемпіонат світу 2010. Перший гол за збірну забив 19 листопада в товариському матчі з Болгарією. В офіційній зустрічі вперше відзначився 6 червня 2009 року, коли його гол з пенальті допоміг обіграти Австрію (1:0). 
У складі збірної був учасником чемпіонату світу 2010 року у ПАР, де провів один матч проти збірної Гани (0:1).
Всього провів у формі головної команди країни 25 матчів, забивши 4 голи.

## Досягнення
- Чемпіон Сербії і Чорногорії (1):

«Црвена Звезда»: 2005/06
- Чемпіон Сербії (4):

«Црвена Звезда»: 2006/07, 2013/14, 2017/18, 2018/19
- Володар Кубка Сербії і Чорногорії (1):

«Црвена Звезда»: 2005/06
- Володар Кубка Сербії (1):

«Црвена Звезда»: 2006/07